# WHO'S GONNA SAVE US
「WHO'S GONNA SAVE US」（フーズ・ゴナ・セイヴ・アス）は、日本のロックバンド・L'Arc〜en〜Ciel、VAMPSのボーカリストで、シンガーソングライターであるHYDEの8作目のシングル。表題曲は2018年6月20日に配信発売。フィジカルは2018年6月27日に発売。発売元はVirgin Music。

## 解説
ソロシングルとしては前作「SEASON'S CALL」以来約12年半ぶり、HYDE単体名義でのCDリリースとしてはベストアルバム『HYDE』以来約10年3ヶ月ぶりとなる作品。なお、本作は「Angel's tale」以来2度目となるタイアップ楽曲を含まないシングルとなっている。
HYDEは2001年半ばあたりからソロ名義での音楽活動をスタートし、約6年の間、L'Arc〜en〜Cielの活動と並行しながら作品を発表していたが、2008年以降はK.A.Z（Oblivion Dust）と結成したロックユニット、VAMPSの活動をメインとしていた。そして2017年12月にVAMPSの活動が一時休止となることに伴い、HYDEは久々にソロ単独名義での音楽制作に舵を切っている。余談だが、HYDEはVAMPSとしての活動を主軸にしていた期間中も、ソロ単独名義でDEAD ENDやD'ERLANGER、globeといったアーティストのトリビュート・アルバムに招かれたり、MIYAVIのアルバムでボーカルを担当するなど、他アーティスト名義の作品制作には参加していた。
本作の表題曲「WHO'S GONNA SAVE US」は、不穏なデジタルなイントロから始まり、サビに向けてヘヴィなサウンドへと変貌していく楽曲に仕上げられている。なお、HYDEはこの曲を含め2018年に3作、2019年に2作のシングル作品を発表しているが、これらはすべて4thアルバム『ANTI』のためのレコーディングの中で録音されたものになっている。HYDEはアルバム『ANTI』に関するインタビューの中で、ソロ活動再開の第一弾としてこの曲を発表することにした経緯について「ヘヴィロックをしようとは思ってたけど、いきなりドーンといくのは、ちょっと勿体ないなと思ってたんで…。だから、序章的な曲で、シングルを出したいなあと思って。ちょっとワクワクするような…この後がね。で、まあプロモーション・ビデオのアイディアもあったんで…ああいう『シャイニング』のようなね。そのイメージもこの曲にピッタリだったし。そういう色んなものを入れていくと、この曲が最初になりましたね」と明かしている。
なお、表題曲はVAMPSとして2017年に発表したアルバム『UNDERWORLD』からの流れを踏襲し、"複数のコンポーザーと共同で楽曲を作る"、いわゆるコライト体制で制作されている。HYDEは今回コライトを採り入れた理由について、前記のアルバムに収録された楽曲「RISE OR DIE」をリヒャルト・Z・クルスペ（ラムシュタイン）と共作したときに、自分と異なる制作手法に触れ、今まで抱いていた固定観念が崩れたことがきっかけだったと示唆している。こういった背景から、2018年以降のソロワークスにおける楽曲制作方法は、2006年までから大きく転換されることになった。
ちなみに、この曲の制作にはニコラス・ファーロンがコンポーザー・共同プロデューサーとして参加している。なお、ニコラス・ファーロンは、スリーピング・ウィズ・サイレンスやパパ・ローチなどのオルタナティヴ・メタルバンドやオール・タイム・ロウ、アヴィーチーの作品でプロデュース・ソングライティングを担当していた経歴がある。HYDEは本作発売当時に受けたインタビューで、ニコラス・ファーロンとの作業を振り返り「この曲に関しては僕の色が強いかな。トータルでの影響は残ってますけど、曲調とか構成は僕の作ったもののままです。ただ彼が入ることで、音がシンプルになりましたね。僕のデモバージョンはもっとEDM寄りで、音がビキビキしてたから」「（歌詞のテーマに据えた）"誰も救ってくれないのなら、自分たちで自分たちを守るしかない"ってことを、最初のミーティングでニック（＝ニコラス・ファーロン）と話していて。あとは、基本的に英語で聴いて気持ちいいサウンドにするのを目的に歌詞を書きましたね。ニックが歌詞を構成していって、最終的に今のような形になりました」と述べている。なお、今回ニコラス・ファーロンを起用したのは、HYDEがVAMPSの頃から連携しているアメリカの大手マネジメント、10th Street Entertainmentからの紹介によるものとなっている。
また、表題曲の歌詞は前述の通り、「法を守っていれば人を守れるのか？」がテーマになっている。HYDEはこの曲の歌詞について、「基本的にはアメリカって常に怒っていないといけない、みたいなところがあって。例えばテイラー・スウィフトも曲だけ聴いたらかわいいけど、歌詞を読むとどれも怒ってるじゃないですか（笑）。そういうところも鑑みつつ…僕の中で“法を守っていれば人を守れるのか？”みたいなことを思うことがあって。最近もアメリカで銃の問題があったけど、向こうにいると本当にリアルだからね。近所で発砲事件があったりとか、そういうのを目の当たりにしていると、法が僕たちを守ってくれるわけじゃない、やっぱり自分たちで立ち上がらないとダメだっていうか、それは向こうの社会全体の空気としても感じるしね。で、ミーティングで“最近、思っていることは？”って話し合っていく中で、そういったものがどんどん出てきて、それを最終的にニックが英語に当てはめていった」「なんか『バットマン』みたいな感じ。法律じゃ人は守れないから、自分たちでやるしかないという。自分たちで生きていかなきゃいけないし、時代を作っていくしかない」と語っている。
表題曲のミュージック・ビデオは、映画『シャイニング』をオマージュしたものとなっており、人の心の中に宿るジキルとハイドの二面性（＝小説『ジキル博士とハイド氏』より）を演出した作品に仕上げられている。なお、映像のフルバージョンは、2018年6月6日にインターネットテレビ、AbemaTVで配信された特別番組『HYDE出演特番! "WHO'S GONNA SAVE US" MVフル世界初解禁』の中で初公開されている。
フィジカル発売前の2018年6月20日には、各種音楽配信サイトにおいて、表題曲「WHO'S GONNA SAVE US」のダウンロード・ストリーミング先行配信が開始されている。なお、HYDEはこのシングル以降、フィジカル発売に先駆けて、表題曲を各種サブスクリプションサービス（定額制音楽配信）で発表するようになり、楽曲のリリースの流れが大きく変わっている。
先行配信から1週間後の同年6月27日に、初回生産限定盤（CD＋コンセプトブック）と通常盤（CD）の2形態でフィジカルが発売された。初回生産限定盤にはEPサイズのコンセプトブックが付属している。
カップリングには、HYDE名義で2003年に発表した2ndアルバム『666』に収録された楽曲「MIDNIGHT CELEBRATION」のリアレンジバージョンが収録されている。なお、このバージョンの制作を行うにあたり、Pay money To my PainのギタリストであるPABLOがコード進行を一部変更し、nishi-kenがリアレンジを施している。

## 収録曲
| #  | タイトル                    | 作詞                   | 作曲                   | 編曲                             | 時間 |
| -- | --------------------------- | ---------------------- | ---------------------- | -------------------------------- | ---- |
| 1. | 「WHO'S GONNA SAVE US」     | HYDE, Nicholas Furlong | HYDE, Nicholas Furlong | Nicholas Furlong, Carlos K., Ali | 3:12 |
| 2. | 「MIDNIGHT CELEBRATION II」 | HYDE, anis             | HYDE                   | nishi-ken                        | 3:34 |

## 参加ミュージシャン
WHO'S GONNA SAVE US
- HYDE：Vocal
- Colin Brittain：Guitars
- PABLO：Guitars
- HYDE：Guitars, Backing Vocal
- Nana Hatori：Backing Vocal
- Jo Imada：Backing Vocal

MIDNIGHT CELEBRATION II
- HYDE：Vocal
- nishi-ken：All Programming, Other Instruments
- 安達貴史：Bass
- PABLO：Guitars
- Ali：Backing Vocal
- Nana Hatori：English Direction

## 収録アルバム
- 『ANTI』 (#1、#2,アルバムバージョン）